# Independencia megye (La Rioja)
Independencia (spanyol nevének jelentése: függetlenség) egy megye Argentína északnyugati részén, La Rioja tartományban. Székhelye Patquía.

## Népesség
A megye népessége a közelmúltban a következőképpen változott:
| Év   | Lakosság |
| ---- | -------- |
| 2001 | 2402     |
| 2010 | 2427     |